# Madagascar 3 - Ricercati in Europa (videogioco)
Madagascar 3 - Ricercati in Europa (Madagascar 3: Europe's Most Wanted) è un videogioco ispirato all'omonimo film pubblicato il 5 giugno 2012. Il videogioco permette al giocatore di controllare i personaggi di Alex, Marty, Melman e Gloria nella loro fuga da Captain Chantel DuBois e nel loro viaggio di ritorno a New York. Il videogioco è stato reso disponibile per Wii, Nintendo 3DS, Nintendo DS, Xbox 360 e PlayStation 3. Pubblicato dalla D3 Publisher, le versioni per Wii, Xbox 360 e PlayStation 3 sono state sviluppate dalla Monkey Bar Games, mentre le versioni per 3DS e DS dalla Torus Games.